# Cyanolyca
Cyanolyca es un género de aves paseriformes de la familia Corvidae. Son propias de América, encontrándose desde México hasta Perú y Bolivia.

## Especies
Se reconocen las siguientes especies:
- Cyanolyca mirabilis - chara de Omiltemi;
- Cyanolyca nana - chara enana;
- Cyanolyca pumilo - chara gorjinegra;
- Cyanolyca argentigula - chara gorgiplateada;
- Cyanolyca cucullata - chara coroniazul;
- Cyanolyca pulchra - chara hermosa;
- Cyanolyca armillata - chara collareja;
- Cyanolyca turcosa - chara turquesa;
- Cyanolyca viridicyanus - chara andina.